# Centrale hydroélectrique de Saint-Chamas
La centrale hydroélectrique de Saint-Chamas se situe sur la commune de Saint-Chamas en bordure de l'étang de Berre dans le département des Bouches-du-Rhône en France.
Cette centrale fut contestée dès sa création car elle rejette dans l'étang de Berre une eau douce chargée de limons qui altère la vie dans l'étang.
Elle est exploitée par EDF et fait partie de l'Aménagement hydroélectrique Durance-Verdon.

## Historique
La centrale a été mise en service en 1966.
La centrale hydroélectrique d'EDF à Saint-Chamas est la dernière des 19 centrales de la chaîne Durance-Verdon (chaîne capable de mobiliser 2 GW en 10 minutes). Les eaux et limons issus des rivières Durance et Verdon sont ainsi déversés dans la lagune de l'étang de Berre en très grande quantité avec une grande variabilité dans le temps.
La Commission des Communautés européennes a fait constater à la Cour de justice de l’Union européenne, par un arrêt du 7 octobre 2004 que la France ne respectait pas les engagements pris pour la protection de la Méditerranée (Protocole d’Athènes, 1980, Convention de Barcelone, 1976) en autorisant les rejets d’eau douce de la centrale EDF de Saint-Chamas dans l’étang de Berre. En citant à plusieurs reprises les conclusions des scientifiques émises dans le rapport du GIPREB « Bilan des connaissances, 2002 », la Cour reconnaît que ces rejets représentent une pollution massive pour l’étang de Berre et impose à l’État français de prendre des mesures correctives. Cette décision est la plus forte qui ait été prise pour l’étang de Berre. Le 19 décembre 2005, la Commission européenne adresse à l’État français une mise en demeure de faire cesser la pollution de l’étang de Berre, jugeant insuffisantes les nouvelles modalités de rejets d’EDF. Sous la menace d’une astreinte financière, en février 2006, la France répond aux injonctions des institutions européennes en proposant une régulation des apports en eau douce. Cette solution est acceptée par la Commission européenne sous couvert d’un suivi par un comité d’expert et de la Commission pour une durée de 4 ans.

### Juillet 2022: Médiation pénale entre EDF et le GIPREB: une nouvelle expérimentation...
À la suite de la décision du tribunal judiciaire de Marseille du 4 juillet 2022 -qui s’est déclaré territorialement incompétent- dans le cadre du procès opposant le GIPREB à EDF, le Procureur de Marseille a ouvert une enquête préliminaire et a proposé à EDF et au GIPREB une médiation pénale, que chacune des parties a acceptée.
Une proposition commune est en attente d’homologation. Cette proposition inclut des modifications du cahier des charges de la concession et du règlement d’eau, qui nécessite l’obtention d’un Arrêté administratif. C’est une condition suspensive qui doit être levée pour que cet accord existe.

#### Les enjeux du protocole d’accord
Pour le Gipreb il s’agit :
● de mettre en place des modalités d’apports d’eau douce qui permettent de poursuivre et d’accélérer les améliorations observées ces dernières années sur l’écosystème de l’étang de Berre.
● d’être en phase avec le principe défendu et porté par le Gipreb de ne pas dégrader un autre milieu pour améliorer l’étang de Berre.
● de relancer une approche pragmatique et expérimentale de recherche d’équilibre entre les restitutions et l’écosystème, mise en place sur l’étang de Berre depuis les premières contraintes sur la chaine hydroélectrique décrétées dans le plan Barnier.
● de s’inscrire dans une démarche transitoire, en attendant une baisse des apports qui s’inscrit dans une démarche concertée et un travail collectif sur une dérivation partielle des rejets d’eau douce hors de l’étang de Berre, à des fins énergétiques, agricoles, industrielles et eau potable.
● d’intégrer les nouvelles connaissances scientifiques dans la définition des modalités de restitutions d’eau douce dans l’étang de Berre.
Pour EDF, il s’agit :
- de préserver le potentiel de production d’énergie renouvelable en Région, notamment dans un contexte de besoins grandissants, en lien avec le développement et la décarbonation de la zone industrielle de Fos sur Mer.

### Une nouvelle expérimentation des rejets d’eau douce de la centrale EDF
L’objectif est d’expérimenter, pendant 4 ans, une gestion plus saisonnalisée des restitutions dans l’étang de Berre. Concrètement, cela implique de libérer des contraintes en hiver pour optimiser la production d’énergie renouvelable et de limiter les apports dans l’étang en période estivale quand l’écosystème est plus fragile.
Cette saisonnalité s’incarne à travers les dispositions suivantes :
- une production des usines de Salon et Saint-Chamas privilégiée en période hivernale grâce à un assouplissement du seuil de salinité et une levée des quotas hebdomadaires
- des apports d’eau douce dans l’étang plus contraints, du 1er avril au 15 septembre, conditionnés par la salinité et stoppés en cœur d’été sur les mois de juin, juillet, août.